# București Rugby
Bukareszt Rugby – rumuński zespół rugby zrzeszający najlepszych zawodników ligi rumuńskiej i reprezentujący Rumunię w europejskich pucharach. Rumuńskie kluby rugby nie uczestniczą w europejskich rozgrywkach z powodu różnicy pomiędzy nimi a czołowymi drużynami w Europie.

## Informacje ogólne
- Klasa rozgrywek:  European Challenge Cup
- Barwy: żółto-niebiesko-czerwone
- Stadion: Arcul de Triumf
- Liczba miejsc: 4,000
- Trener klubu:  Marin Mot